# Elofsonella neoconcinna
Elofsonella neoconcinna is een mosselkreeftjessoort uit de familie van de Hemicytheridae. De wetenschappelijke naam van de soort is voor het eerst geldig gepubliceerd in 1965 door Bassiouni.